# Duch II: Druga strona
Duch II: Druga strona (ang. „Poltergeist II: The Other Side”) – amerykański film fabularny, horror. W Stanach Zjednoczonych miał premierę 23 maja 1986 roku. Jest kontynuacją poprzedniej części Poltergeist. W stosunku do poprzedniej części jest bardziej drastyczny (choć w żadnym stopniu nie zalicza się do gatunku gore) i niesie większy ładunek grozy niż pierwsza część.

## Obsada
- JoBeth Williams jako Diane Freeling
- Craig T. Nelson jako Steve Freeling
- Heather O’Rourke jako córka Carol Anne
- Julian Beck jako Kane
- Robert Lesser jako człowiek Kane’a

## Fabuła
Rodzina Freelingów po incydencie z duchami i stracie domu, przeprowadza się do nowego mieszkania w Arizonie. Ich szczęście nie trwa długo. Duchy ponownie nachodzą rodzinę, usiłując porwać córkę Freelingów. Pod przewodnictwem Kane’a, który jest demonem w postaci starca w czarnym garniturze i kapeluszu, próbują przepędzić rodzinę, nie dając możliwości spokojnego życia. W domu dzieją się dziwne rzeczy. Kiedy jednak duchom nie udaje się zdobyć Carol Anne – małej córki Freelignów – Kane uwalnia moce piekielne. Rodzina szuka pomocy, ale musi przede wszystkim liczyć na siebie.